# Estadi Comunal d'Aixovall
Estadi Comunal d'Aixovall (oficiálním názvem Camp d’Esports d’Aixovall) je malý fotbalový stadion v obci Aixovall v Andoře, na němž hraje některé své domácí zápasy andorrská fotbalová reprezentace a využívají jej i týmy Primera Divisió k ligovým a pohárovým zápasům. Stadion má kapacitu 1 800 míst, všechna jsou k sezení. Leží v nadmořské výšce 923 m n. m. Na stadionu je také atletická dráha.